# Rifflkarspitze
La Rifflkarspitze est une montagne qui s’élève à 3 219 m d’altitude dans les Alpes de l'Ötztal, en Autriche.